# Théo Varlet
Pour les articles homonymes, voir Theo et Varlet.
Théo Varlet, alias Déodat Serval (son pseudonyme), né le 12 mars 1878 à Lille et mort le 6 octobre 1938  à Cassis, est un poète, écrivain de fantastique et de science-fiction et traducteur français du XXe siècle.

## Biographie
Issu d'une famille paysanne par son père et d'une famille bourgeoise par sa mère, Théo Varlet fait des études classiques chez les Pères Jésuites à Lille de 1887 à 1892, puis à Boulogne jusqu'en 1895. L'année suivante, il collabore à la revue L’Essor, puis en devient le directeur.

Lors de l'année de l'édition de son premier volume de poésie en 1898, il se fixe à Knocke-sur-Mer en Belgique, en  Flandre occidentale, avant d'entreprendre une série de voyages durant lesquels il parcourt la Hollande, le Rhin, la Suisse, l’Angleterre, les côtes nord et ouest de la France : 

« Tout communique, tout est lié, tout est en tous. Les mêmes morceaux de broadcasting, les mêmes bandes de cinéma, émeuvent tous les hommes en bloc sur la périphérie du globe ; l’atmosphère spirituelle s’égalise, brassée par les trains rapides, les autos, les avions. Si je déplace mon bras ici sur la terre, cela influe sur la marche de la lune, des planètes et de toute la machinerie sidérale. Et je ne suis plus le seul, ou presque, à le savoir : n’importe qui en a bu l’aperception diluée dans l’air… »

— Théo Varlet
Il poursuit au début du XXe siècle ses voyages à l'étranger (Italie, Sicile, Grèce, le Proche-Orient, Buda-Pest, Constantinople et Danemark). En juin 1905, il se trouve en Provence, à Graveson où vit Frédéric Mistral. Là, chez son ami le peintre Jean Baltus, il fait la connaissance d'un Grec adorateur du soleil, Nicolas Dragoumis, qui l’initie à ce culte.
Multipliant jusque là les séjours dans divers coins du Sud de la France, il fait du Mas de Chemineau sa résidence d'hiver définitive à partir de 1913, tandis qu'il passe ses étés entre Paris, Lille et Saint-Valery-sur-Somme. Durant la Première Guerre mondiale, réformé, Théo Varlet ne participe pas aux combats. En outre, son pacifisme lui attire des ennuis et l'empêche d'avoir une activité littéraire.
Il arrête sa production littéraire en 1932, puis l'année suivante, définitivement terrassé par la maladie, il abandonne tout travail actif. Le 6 octobre 1938, il décède chez lui, à Cassis, avant d'être incinéré à Marseille. Son héritier, Malcolm Mac Laren, fait le tri des inédits et traductions de Théo Varlet pour les éditions posthumes.

## Réception
Les critiques de son temps rapprochent Théo Varlet de Blaise Cendrars et de Jules Supervielle, comme précurseur et annonciateur de l’ère du cosmique.
Régis Messac écrit : « Poète impeccable, il possède en même temps, chose qui manque à beaucoup de romanciers, de sérieuses connaissances scientifiques. Comme tous les vrais maîtres du genre, comme Poe, comme Wells, Théo Varlet n’a pas besoin d’avoir recours à des imaginations extravagantes, ni de nous emmener jusque sur les plus lointaines planètes pour nous faire voir du nouveau. Il sait — comme tous les hommes de science le savent — que l’inconnu nous entoure de toutes parts, et nous serre de très près. » 
J.-H. Rosny aîné, qui était membre du Comité d'honneur des Amis de Théo Varlet, disait de lui qu'il était « un visionnaire, un coureur d'univers, et de toutes manières, un des plus beaux talents de sa génération. »

## Influences
Dans son roman La Grande Panne (1930), Théo Varlet évoque Les Xipéhuz et leur créateur, l'écrivain J.-H. Rosny aîné : « As-tu lu le conte de Rosny aîné, qui s’intitule les Xipéhuz ? Il a fait frissonner ma jeunesse… quand j’avais encore le temps de lire. Ces Xipéhuz, une création aberrante née sur terre aux âges préhistoriques, étaient des êtres doués d’intelligence, en forme de cônes glissant à ras du sol, et pourvus d’un œil flamboyant… »
Il fait aussi allusion à Robert Esnault-Pelterie, qui apparaît sous le nom "Hénault-Feltrie", Fritz Lang, Mme Camille Flammarion (Gabrielle Renaudot Flammarion), Marie Curie et H. G. Wells.
Dans une critique, Maurice Wullens écrit : « Le récent roman de Renée Dunan : La Dernière Jouissance (France-Édition) doit, je pense, beaucoup à la connaissance et à la fréquentation de l'œuvre de Varlet. On y retrouve jusqu'au Géocoronium de l’Épopée Martienne. »

## Œuvres

### Poésie
- 1898. Heures de Rêve, Lille.
- 1905. Notes et Poèmes, Le Beffroi, Lille.
- 1906. Notations, Le Beffroi, Lille.
- 1911. Poèmes choisis, Cassis.
- 1924. Aux Îles Bienheureuses, Grasse. texte sur Gallica
- 1922. Aux Libres Jardins (du Monde), Malfère.
- 1926. Paralipomena, poèmes, Crès & Cie.
- 1926. Quatorze Sonnets, Mercure de Flandre.
- 1929. Ad Astra, poèmes, Messein.
- 1933. Florilège de poésie cosmique, Mercure Universel.

### Prose
- 1905. Le Dernier Satyre, le Beffroi ; SFELT Malfère, 1922 ; nouvelle édition augmentée d'inédits, Littéra, 1997.
- 1920. La Bella Venere, contes, SFELT Malfère.
- 1921. Les Titans du ciel (avec Octave Joncquel), roman planétaire, SFELT Malfère ; rééd. dans Œuvres romanesques, 1996.
- 1922. L'Agonie de la Terre (avec Octave Joncquel), roman planétaire, SFELT Malfère ; rééd. dans Œuvres romanesques, 1996.
- 1922. Le Dernier satyre, contes, SFELT Malfère.
- 1923. La Belle Valence, (avec André Blandin), roman, SFELT Malfère.
- 1923. Le Démon dans l’Âme, roman, SFELT Malfère, réédition : Miroir, 1992.
- 1925. Épilogues et souvenirs, Les Humbles
- 1926. Le Calepin du Chemineau, Lille, Vouloir.
- 1926. Monsieur Mossard, Amant de Néère, roman, Montaigne.
- 1927. Le Roc d'Or, roman, Plon ; rééd. 1932, rééd. Le Serpent à plumes, 1998 ; rééd. L'Arbre vengeur, coll. « L'Alambic », 2014.
- 1930. Aux Paradis du Hachich, suite à Baudelaire, essai, « Bibliothèque du Hérisson », SFELT Malfère, réédition : Trouble-fête, 2003.
- 1930. La Grande Panne, roman, Éditions des Portiques[6] ; rééd. L’Amitié par le Livre, 1936.
- 1934. « Astronomie. Le Nouvel Univers astronomique » (préface de Émile Belot), Encyclopédie Roret, publié par la Société Française d'Éditions Littéraires et Techniques, Paris
- 1943. Aurore Lescure. Pilote d'astronef, L'Amitié par le Livre, Querqueville[7].
- 1996. Œuvres romanesques. Tome I : L’Épopée martienne, suivi de La Belle Valence, Amiens, Encrage.
- 1997. Le Dernier Satyre et autres récits (inédits), édition, présentation et chronologie établies par Eric Dussert. Lille, Littéra, 1997.

### Publié sous le nom de Willy
- 1920 : L'Éther consolateur, le septième péché[8]

### Manuscrits perdus
- Cosmica (Fusées).
- Correspondance.
- Cléopâtre, roman inachevé.
- Lunaires, poèmes

### Traductions de l’anglais
Œuvre de Robert Louis Stevenson
- 1920. L’Île au trésor, la Sirène, puis chez Nelson, 1926, dans une traduction différente et sous le pseudonyme de Déodat Serval.
- 1920. Les Gais lurons. Diamant du rajah, la Sirène.
- 1920. Le Maître de Ballantrae, la Sirène.
- 1920. Dans les Mers du Sud - I. Les Marquises et les Paumotus, la Sirène.
- 1920. Dans les Mers du Sud - II. Les Gilberts, la Sirène.
- 1925. Le Reflux, Albin Michel.
- 1927. Aventures de David Balfour, collection des maîtres de la littérature étrangère, Albin Michel.
- date? Histoire d’un mensonge.
- 1926. Le Cas étrange du Dr Jekyll et de M. Hyde, filmé ; rééd. Librio no 113, 2000,  (ISBN 2-277-30113-2).
- 1928. Catriona, suite des Aventures de David Balfour, collection des maîtres de la littérature étrangère, Albin Michel.
- 1933. Le Club du suicide, filmé.

Œuvre de Rudyard Kipling
- 1925. Sous les Déodars, Nelson.
- 1926. Trois troupiers, Nelson.
- 1928. Monseigneur l’éléphant, Nelson (filmé).
- 1929. Au Hasard de la vie, Nelson.

Autres
- Jerome K. Jerome, Trois hommes dans un bateau, Nelson, 1923 ; Rombaldi, illustré par André Fraye, éd. orig. 1938.
- Stanley Weyman, La Cocarde rouge, 1923.
- John Buchan, Les 39 marches et la Centrale d’énergie, Nelson, 1924 (filmé).
- Amy Steedman, Contes des Mille et une Nuits, 1931.
- Emily Brontë, Hauteurs impétueuses, date?, filmé ; La ferme des tempêtes, date?
- Herman Melville
  - Eden Cannibale, N.R.F., 1926.
  - Moby Dick[9], 1933 (?)
- Franck Norris, Mac Teague, 1933.
- Karl Mayo, L’Inde avec les Anglais, 1929.
- W. J. Locke, Mon neveu d’Australie, 1929.
- Pearl Buck, La Terre chinoise, 1931 (filmé), prix Langlois de l’Académie française en 1933.
- F. J. P. Veale, Le Règne de Lénine.
- A. Weigall, Sapho de Lesbos, 1932.
- Hilaire Belloc, Richelieu 1585-1642, collection « Bibliothèque Historique », Payot, 1933.
- Stephen Gwynn, Scott au pôle sud, 1932.
- Morley Roberts, Loups de mer, date?
- Mauren Flaming, Elisabeth d’Autriche.
- Collison Morlay, Histoire des Borgia, Payot, 1951.
- Sydney Horler, La Menace. Pseudonyme Déodat Serval.

Critique littéraire et philosophique
De 1898 à 1932, Théo Varlet collabora à plus de cent journaux et revues, notamment :
• L'Essor • Le Beffroi • Les Bandeaux d’Or • Le Figaro • L’Œuvre • Candide • Le Quotidien • Les Nouvelles Littéraires • La France active • L’Esprit français • Le Manuscrit autographe • Les Humbles • Le Mercure Universel • l’Ermitage • le Thyrse • La Plume • L'Idée libre • Le Messager de Bruxelles • La Rénovation Esthétique • Jeune Effort de Bruxelles • Poésie de Milan • Le Feu de Marseille • La Revue des Flandres de Lille• Le Semeur de Paris • Société Nouvelle à Mons • Le Divan à Paris • Pan de Paris • L’Art Libre de Lyon • Isis de Paris • Le Passant de Bruxelles • Vers et Proses de Paris • Horizons de Paris • Avenir International de Paris • L’Humanité • Le Populaire de Paris • De Kunst d’Amsterdam • Littoral de la Somme (Saint-Valery-sur-Somme) • Lumière d’Anvers • Mercure de Flandre à Lille • Vouloir de Lille • La Pensée Française de Strasbourg • Partisans de Paris• L’Opinion de Paris • La Flandre littéraire • Littoral Magazine de Toulon • Écho du Nord de Lille • L’Étoile belge de Bruxelles • L’Indépendance belge de Bruxelles • La Suisse de Genève • La Presse de Montréal • Le Petit Niçois • La Vie Universelle (Montbrun-Bocage ) • etc.